# Каликян, Вячеслав Ардавасович
Вячеслав Ардавасович Каликян (6 апреля 1949 года — 2 мая 2006 года) — российский политик, представитель от законодательного органа государственной власти Магаданской области в Совете Федерации ФС РФ (2004—2006), член Комитета СФ  по делам Севера и малочисленных народов.

## Биография
Вячеслав Каликян родился 6 апреля 1949 года в селе Шаумян Краснодарского края.
Начал трудовую деятельность бетонщиком тоннельно-мостового отряда Дорожного ремонтно-строительного треста в городе Туапсе Краснодарского края в 1966 году.
В 1968 году был призван в Советскую Армию. В 1970 году, отслужив, пошёл учиться в Ростовский автомобильно-дорожный техникум.
В 1976 году приехал работать на Камчатку, где устроился в Елизовском мостостроительном управлении № 21 - монтажником, затем стал мастером, прорабом, старшим прорабом, начальником участка.
Прошел путь от мастера дорожного ремонтно-строительного управления Азово-Черноморского управления ремонта и строительства автомобильных дорог Краснодарского края до старшего прораба - начальника участка Елизовского мостостроительного управления производственного объединения "Автомост" Министерства автомобильных дорог РСФСР в Камчатской области.
В 1985 ему доверили возглавить мостовое ремонтно-строительное управление производственного ремонтно-строительного объединения «Магаданавтодор» Министерства автомобильных дорог РСФСР.
В 1991 году получил диплом Приморского сельскохозяйственного института. С декабря 1992 - директор государственного предприятия «Магаданмост».
В 2002 году назначен начальником управление Государственного учреждения "Управление федеральных автомобильных дорог по Магаданской области Министерства транспорта Российской Федерации" (Упрдор «Магадан»).
В сентябре 2004 года делегирован в Совет Федерации. Полномочия прекращены в связи со смертью в мае 2006 года. На протяжении работы в Совете Федерации был членом Комитета Совета Федерации по делам Севера и малочисленных народов, работал в Комиссии по взаимодействию со Счетной палатой Российской Федерации, в Комиссии Совета Федерации по контролю за обеспечением деятельности Совета Федерации. 
2 мая 2006 года трагически погиб в автомобильной аварии под городом Сочи.

## Награды
Награждён:
- медалью ордена «За заслуги перед Отечеством» II степени.
- «Почетный дорожник России» (Министерства транспорта Российской Федерации) (1995)
- «Ветеран труда России» (1997)
- Орден Преподобного Сергия Радонежского III степени (Русской православной церкви) (2003)